# Nikodem Wołk-Łaniewski
Nikodem Stefan Wołk-Łaniewski (ur. 20 września 1944) – polski filmowiec, reżyser dźwięku, profesor i wykładowca akademicki.

## Życiorys
W 1968 ukończył studia na Wydziale Reżyserii Dźwięku Akademii Muzycznej im. Fryderyka Chopina w Warszawie. Zawodowo związany z tą uczelnią, przekształconą następnie w Uniwersytet Muzyczny Fryderyka Chopina. Doszedł do stanowiska kierownika Katedry Reżyserii Dźwięku i profesora zwyczajnego. 14 stycznia 1994 otrzymał tytuł naukowy profesora sztuk muzycznych.
Jako operator dźwięku debiutował w 1970 w filmie telewizyjnym Na dobranoc Janusza Zaorskiego. Reżyserował dźwięk w kilkudziesięciu produkcjach kinowych, spektaklach Teatru Telewizji oraz filmach dokumentalnych i serialach telewizyjnych (tj. Janosik, Dekalog, Archiwista, Bao-Bab, czyli zielono mi, 13 posterunek, Plebania i inne).
Współpracował z szeregiem polskich reżyserów, m.in. z Jerzym Antczakiem, Stanisławem Bareją, Janem Budkiewiczem, Izabellą Cywińską, Janem Kidawą-Błońskim, Krzysztofem Kieślowskim, Tadeuszem Konwickim, Krzysztofem Krauze, Juliuszem Machulskim, Jerzym Passendorferem, Markiem Piwowskim, Jerzym Stuhrem czy Stanisławem Tymem.
W 1978 wyróżniony nagrodą za dźwięk na Festiwalu Polskich Filmów Fabularnych za film Hallo Szpicbródka, czyli ostatni występ króla kasiarzy. Pomiędzy 2000 a 2013 dziewięciokrotnie nominowany do Polskich Nagród Filmowych w kategorii najlepszy dźwięk. Orła otrzymywał trzykrotnie: w 2000 (Pan Tadeusz), w 2001 (Prymas. Trzy lata z tysiąca) i w 2005 (Mój Nikifor).
Odznaczony m.in. Krzyżami Kawalerskim (2003) i Oficerskim (2011) Orderu Odrodzenia Polski.

## Wybrane realizacje dźwięku
- 1971: Dekameron 40 czyli cudowne przytrafienie pewnego nieboszczyka
- 1974: Janosik
- 1975: Doktor Judym
- 1977: Prawo Archimedesa, Sam na sam
- 1978: Co mi zrobisz, jak mnie złapiesz?, Hallo Szpicbródka, czyli ostatni występ króla kasiarzy
- 1979: Golem
- 1981: Zapach psiej sierści
- 1982: Dolina Issy
- 1983: Kasztelanka, Widziadło
- 1985: Tanie pieniądze
- 1988: Krótki film o miłości
- 1989: Po własnym pogrzebie, Urodzony po raz trzeci
- 1991: V.I.P.
- 1992: Enak, Szwadron
- 1993: Uprowadzenie Agaty
- 1994: Anioł śmierci
- 1995: Tato
- 1996: Panna Nikt, Wirus
- 1997: Historie miłosne
- 1999: Egzekutor, Pan Tadeusz
- 2000: Duże zwierzę, Prymas. Trzy lata z tysiąca
- 2001: Tryumf pana Kleksa
- 2002: Chopin. Pragnienie miłości
- 2003: Pogoda na jutro, Ubu Król
- 2004: Mój Nikifor
- 2005: Kochankowie z Marony
- 2006: Plac Zbawiciela
- 2007: Korowód, Ryś, Wszystko będzie dobrze
- 2008: Pora mroku
- 2010: Fenomen